# Microrégion du Seridó oriental

Localisation de la microrégion du Seridó oriental

La microrégion du Seridó oriental est l'une des cinq microrégions qui subdivisent la mésorégion du centre de l'État du Rio Grande do Norte au Brésil.
Elle comporte 10 municipalités qui regroupaient 118 004 habitants en 2006 pour une superficie totale de 3 777 km².

## Municipalités[1]
- Acari
- Carnaúba dos Dantas
- Cruzeta
- Currais Novos
- Equador
- Jardim do Seridó
- Ouro Branco
- Parelhas
- Santana do Seridó
- São José do Seridó